# Amazona violacea
L'amazzone della Guadalupa (Amazona violacea) è un uccello estinto della famiglia degli Psittacidi.

## Caratteristiche
Secondo le descrizioni contemporanee, la testa, il collo e le parti inferiori dell'amazzone della Guadalupa erano principalmente viola o ardesia, mescolati con verde e nero; il dorso era verde brunastro; e le ali erano verdi, gialle e rosse. Aveva piume iridescenti ed era in grado di sollevare una "gorgiera" di piume attorno al collo. L'uccello si nutriva di frutta e noci e il maschio e la femmina si sedevano a turno sul nido.

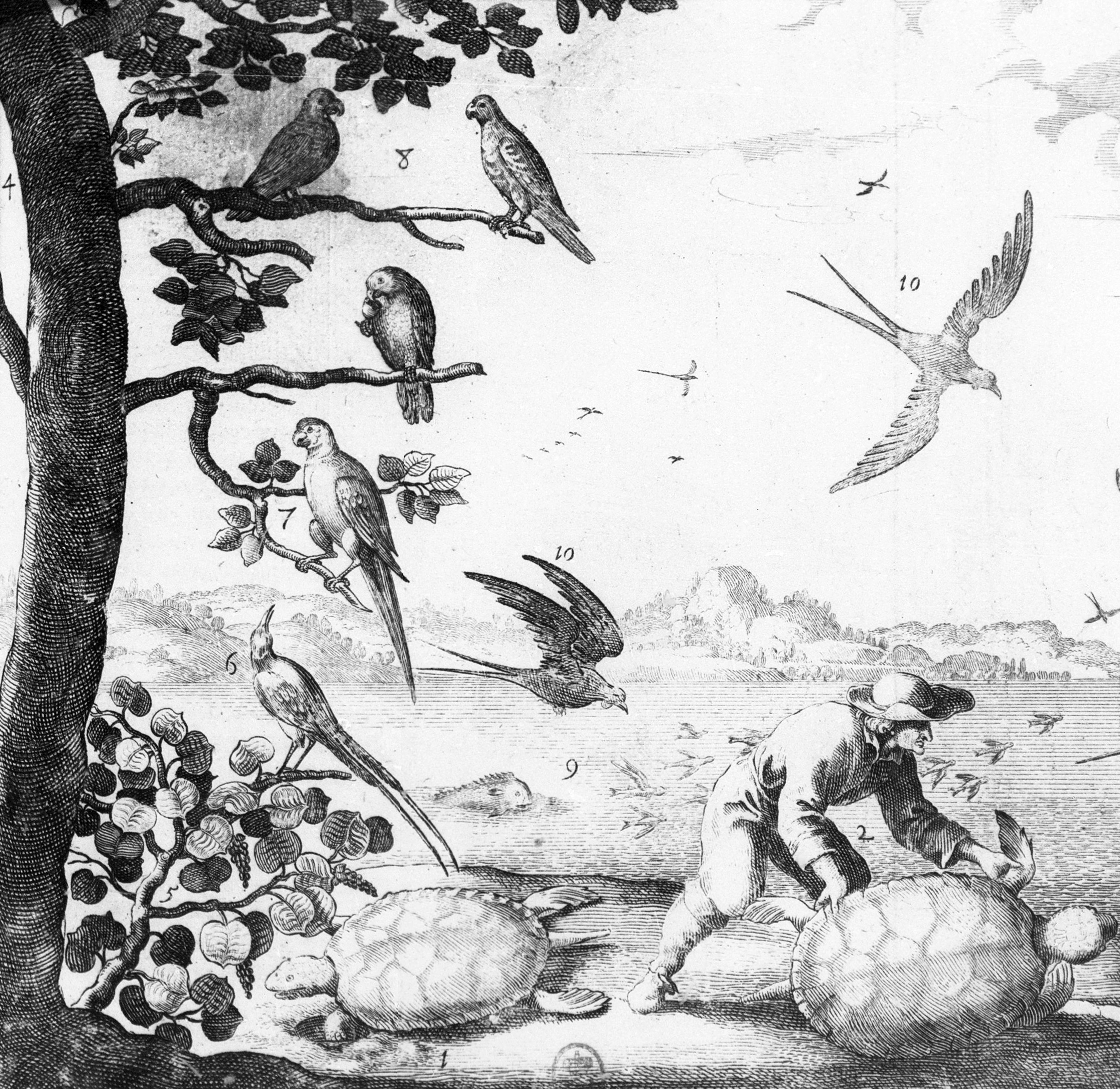
In questa illustrazione del 1667 vediamo due amazzoni della Guadalupa sul ramo più alto dell'albero.

Era endemica della Guadalupa.

## Storia
Menzionato e descritto da scrittori del XVII e XVIII secolo, ricevette un nome scientifico nel 1789. 
Questa specie estinta probabilmente somigliava molto al pappagallo imperiale (Amazona imperialis), sebbene fosse più grande: a fini tassonomici fu perciò spostato nel genere Amazona nel 1905 perché si pensa che fosse imparentato, o forse uguale, all'amazzone imperiale esistente.
Sebbene nessun esemplare sopravviva, la sua esistenza è stata segnalata in dettaglio, tra gli altri, dal botanico francese Jean-Baptiste Du Tertre nel 1654 e 1667, poi da padre Jean-Baptiste Labat nel 1742, e dallo zoologo e filosofo francese Mathurin Jacques Brisson in 1760, prima di essere descritto da Johann Friedrich Gmelin nel 1789. 
Raro nel 1779 (data in cui Georges-Louis Leclerc di Buffon lo dichiarava specie esistente), sembra essersi estinto entro la fine del 18º secolo.
Fu vittima della caccia da parte dei coloni francesi, che ne distrussero anche l'habitat.